# Атлантический пилорыл
Атлантический пилорыл (лат. Pristis perotteti) — вид рыб рода пилорылов семейства пилорылых скатов отряда пилорылообразных. Эти скаты обитают в тропиках и субтропиках в Индийском и Тихом океане между 32° с. ш. и 19° ю. ш. Встречаются в солоноватых и пресных водах на глубине до 122 м. Максимальная зарегистрированная длина 650 см. Длинный плоский вырост рыла атлантических пилорылов обрамлён по бокам зубцами одинаковой величины и имеет сходство с пилой. Внешне пилорылы больше похожи на акул, чем на скатов. У них удлинённое тело, имеются 2 спинных плавника и хвостовой плавник с развитой верхней лопастью. 
Подобно прочим пилорылым скатам атлантические пилорылы размножаются яйцеживорождением.  Эмбрионы развиваются в утробе матери, питаясь желтком. В помёте до 13 новорождённых. Рацион состоит из донных беспозвоночных и мелких рыб. Вид находится на грани исчезновения.

## Таксономия
Впервые атлантический пилорыл был научно описан в 1841 году. Вид назван в честь французского ботаника Жоржа Самюэля Перротте, предоставившего образец для изучения.
Скатов, принадлежащих к роду пилорылов условно разделяют на две группы с крупными и мелкими зубцами «пилы». Пилорылы с мелкими зубьями образуют комплекс видов Pristis pectinata (P. clavata, P. pectinata и P. zijsron), а с крупными — комплекс Pristis pristis (P. microdon, P. perotteti и P. pristis), который нуждается в дальнейших таксономических исследованиях. Международный союз охраны природы удалил отдельные профили мелкозубого и атлантического пилорыла, объединив их с профилем европейского пилорыла.

## Ареал
Атлантические пилорылы обитают в тропических и субтропических водах Атлантического и восточной части Тихого океана. В настоящее время они более не встречаются в некоторых прежних местах обитания, например, в прибрежных водах Флориды. Как и другие представители рода пилорылов, они заходят в пресные воды, есть сведения, что данный вид обнаружен в районе Сантарена и озера Никарагуа. Эти скаты держатся на мелководье, как правило, не глубже 10 м, хотя есть данные об их присутствии в озере Никарагуа на глубине до 122 м.

## Описание
Максимальный известный размер 6,5 м, а вес и 591 кг. Внешне атлантические пилорылы очень похожи на гребенчатых пилорылов, с которыми они делят ареал в западной Атлантике и некоторых областях  восточной части Атлантического океана. Удлинённый плоский рострум атлантического пилорыла по обе стороны усеян зубовидными выростами. Зубья крепко и глубоко закреплены в твёрдой хрящевой ткани и не отрастают заново, будучи повреждены. Длинное пластинчатое рыло, постепенно сужающее от основания к концу, имеет от 14 до 21 пар зубцов с каждой стороны, в отличие от гребенчатого пилорыла, у которых количество зубцов колеблется в пределах 23—34. У атлантических пилорылов крупные зубцы, сопоставимые по размеру только с зубцами мелкозубых пилорылов.
Тело длинное и слегка уплощённое. Рот, ноздри и жаберные щели, как и прочих скатов, расположены на вентральной поверхности тела. Во рту имеются небольшие зубы. Позади мелких глаз расположены брызгальца, которые прокачивают воду через жабры и позволяют скатам неподвижно лежать на дне. Имеются 2 довольно крупных спинных плавника примерно одинакового размера, широкие грудные и уступающие им по размеру брюшные плавники треугольной формы, хвостовой плавник с развитой верхней  лопастью. Анальный плавник отсутствует. Кожа покрыта мелкой плакоидной чешуёй.  Чешуйки лежат менее плотно по сравнению с гребенчатыми пилорылами. У атлантических пилорылов основание первого спинного плавника расположено перед основанием брюшных плавников, тогда как у гребенчатых оно находится на том же уровне по вертикали. Дорсальная поверхность тела тёмно-серого или золотисто-коричневого цвета, особи обитающие в пресной воде окрашены в мышино-серый цвет с красноватым оттенком некоторых частей тела (спина, бока, второй спинной плавник и боковые стороны хвостового плавника). Спинной плавник бывает бледно-жёлтого цвета с красноватым кончиком. Красноватый оттенок обусловлен сетью кровеносных сосудов, просвечивающей сквозь кожу. Во рту имеются по 12 рядов функциональных притуплённых зубов. Количество зубов с возрастом увеличивается: у новорождённых их около 70, а у взрослых скатов 80—90. 

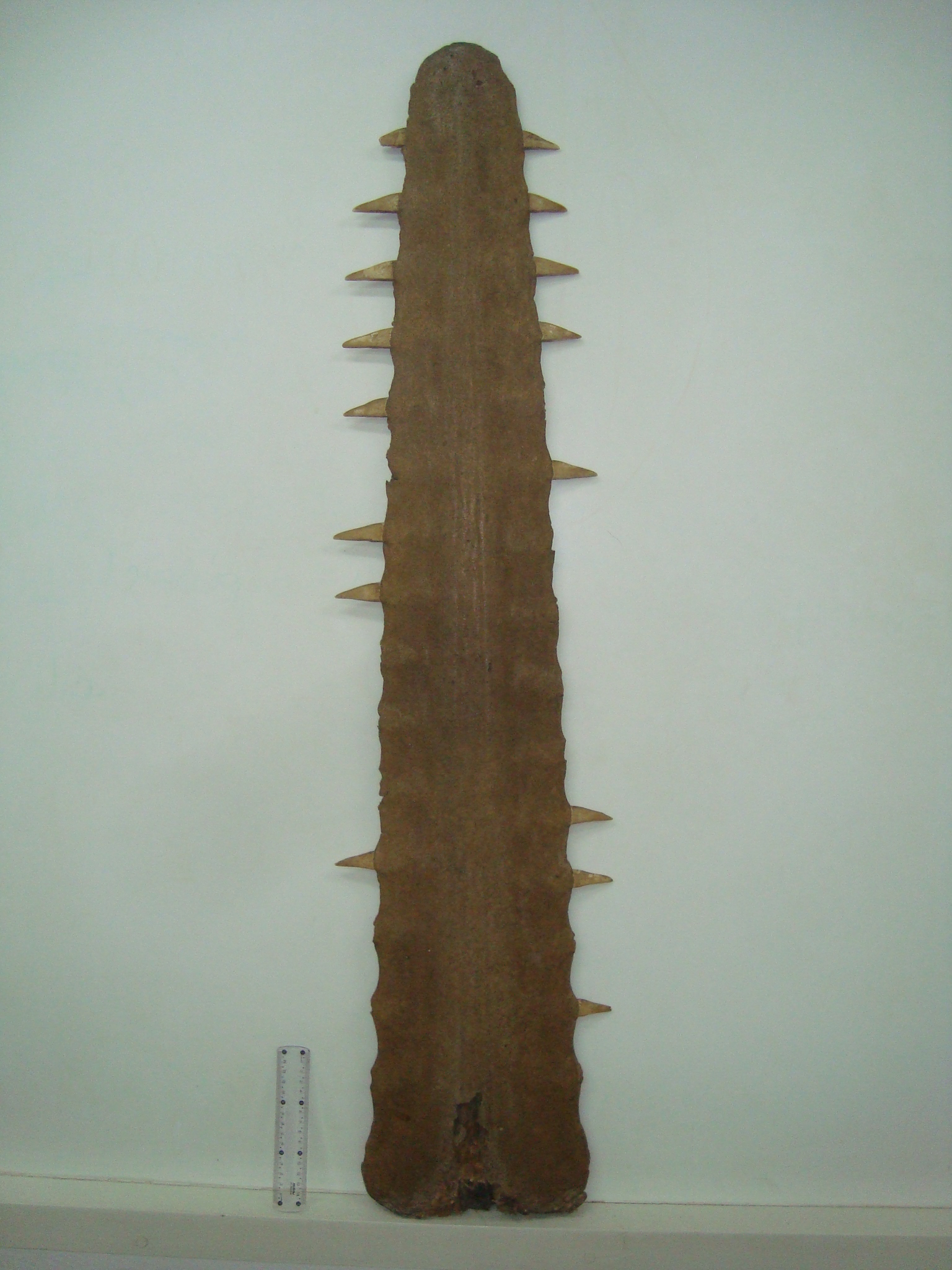
Рострум атлантического пилорыла

## Биология
Атлантические пилорылы — это донные рыбы, питающиеся ракообразными, моллюсками и мелкой рыбой. С помощью рыла в поисках пищи они вскапывают грунт, ранят им жертву, а также обороняются от врагов, которыми в естественной среде являются акулы, например, узкозубые, тупорылые и тигровые, и острорылые крокодилы. Их «пила» усеяна электрорецепторами, помогающими обнаруживать добычу в мутной воде.
Подобно прочим пилорылым скатам атлантические пилорылы размножаются яйцеживорождением. Оплодотворение внутреннее, эмбрионы развиваются в утробе матери и питаются желтком. Эти скаты медленно растут и созревают, у них малочисленный приплод. В помёте 1—13 новорождённых (в среднем 7—9).  Зубцы рострумов у них покрыты мягкой оболочкой, чтобы не поранить мать. В озере Никарагуа их длина составляет примерно 76 см. У пилорылов, принадлежащих к этой популяции, брачный сезон приходится на июнь-июль, а потомство появляется на свет с октября по декабрь. Цикл размножения, вероятно, годичный. Половая зрелость наступает при длине около 300 см. Продолжительность жизни оценивается в 30 лет.  
На атлантических пилорылах паразитируют моногенеи Dermopristis paradoxus, Erpocotyle caribbensis, Pristonchocotyle intermedia, Nonacotyle pristis и Pristonchocotyle papuensis, цестоды Anthobothrium pristis, Phyllobothrium pristis, Floriparicapitus juliani и Pterobothrium fragile, нематоды Terranova circularis и Terranova pristis и веслоногие рачки Caligus furcisetifer и Ergasilus sp..

## Взаимодействие с человеком
Пилорылы долгое время были объектом коммерческого промысла. Мясо этих рыб, особенно плавники, которые являются ингредиентом знаменитого супа, высоко ценится. Жир печени используют в народной медицине. Цена за рострум может достигать 1000 долларов и более. Зазубренный рострум делает их очень уязвимыми — они могут запутаться в сетях и мусоре, плавающем в воде. Международный союз охраны природы удалил отдельный профиль атлантического пилорыла, объединив его с профилем европейского пилорыла, имеющего охранный статус  «На грани исчезновения» из-за ухудшения экологической ситуации и перелова. С 2007 года торговля всеми видами пилорылых скатов, в том числе их плавниками, мясом, органами, кожей, рострумом и ростральными зубьями, находится под запретом. Несмотря на это браконьерский промысел продолжает угрожать существованию этих рыб.